# UltraHLE
UltraHLE es un emulador que permite ejecutar juegos de la Nintendo 64 en un PC. Fue aclamado como un gran paso adelante en la emulación por su lanzamiento en el año 1999, cuando la consola tenía apenas 3 años de antigüedad y era comercialmente viable. Fue el primer emulador en correr juegos comerciales de N64 a un framerate aceptable.

## Técnica HLE (High Level Emulation)
Los emuladores anteriores de otros sistemas se habían centrado sobre todo en emular operaciones de bajo nivel de forma precisa en máquinas que eran capaces de ejecutarlas de forma correcta. Funcionó de forma correcta en antiguas consolas como la Super Nintendo y la Sega Genesis.
Los co-autores Epsilon y RealityMan se dieron cuenta de que los juegos de N64 estaban escritos en C y por lo tanto en vez de centrarse en interceptar las operaciones de la máquina se centraron en interceptar las llamadas a las librerías C que hacían los juegos y escribir sus propias librerías. UltraHLE es un emulador con algunas partes implementadas como simulador. No es un emulador 100% y la técnica no es como la usada en emuladores como MAME. A pesar de ello abrió la puerta a la creación de emuladres jugables y con uso de rutinas gráficas que requerían un alto poder de computación que podían ser ejecutadas con las tarjetas gráficas disponibles en aquel entonces.
La implementación final fue escrita en C y uso el API Glide, el cual era conocido por su uso en las tarjetas gráficas de 3dfx. Debido a su popularidad, aparecieron muchos glide-wrappers para que las tarjetas gráficas que no eran 3dfx pudieran correr el emulador usando DirectX.
La emulación de alto nivel tienes sus contras. Cuando UltraHLE apareció, solo era capaz de emular 20 juegos aproximadamente. El software solo emulaba y simulaba llamadas que eran específicas para ese juego; era necesario adaptar el software para juegos que usaban diferentes partes del hardware de la N64.

## El Fin de UltraHLE
Nintendo emprendió acciones legales contra UltraHLE, sus autores y el hosting (EmuUnlim). A pesar de esto, UltraHLE fue creciendo en uso sin control de Nintendo. Epsilon y RealityMan abandonaron sus nombres (seudónimos) y se ocultaron.
Tras la aparición del código fuente en 2002, una versión compatible con OpenGL de UltraHLE, llamada UltraHLE 2064 fue lanzada. UltraHLE 2064 estuvo disponible en su sitio web hasta que fue dado de baja.